# Niangao
Niangao is een Chinese lekkernij die vooral tijdens Chinees nieuwjaar wordt gemaakt. Nian 黏 betekent kleverig en de uitspraak is hetzelfde als van 年 (jaar). Gao 糕) betekent cake en dat klinkt hetzelfde als 高, wat hoog betekent. Kleverige cake klinkt dus hetzelfde als 'hoger jaar', vandaar dat het bij nieuwjaar veel gegeten wordt.
Er zijn twee oorspronkelijke hoofdvormen van niangao. De ene is uit de Sjanghainese keuken en de andere uit de Kantonese keuken. Ze worden allebei eerst gestoomd. Om het later weer warm te maken, kan men hem nog een keer stomen. De Kantonese vorm van niangao kan men na stomen en afkoelen, bakken in de wok met een beetje ei.